# Weipa

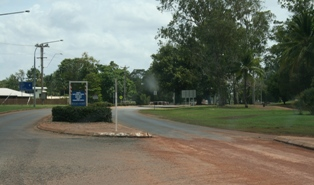

Weipa est une ville minière côtière dans la zone du gouvernement local de Weipa Town dans le Queensland, en Australie. C'est la plus grande ville de la péninsule du Cap York. Il existe à cause des énormes dépôts de bauxite le long de la côte, exploités à la mine de Weipa. Le port de Weipa est principalement impliqué dans les exportations de bauxite. Il y a aussi des expéditions de bovins vivants en provenance du port. 
Lors du recensement de 2016, Weipa comptait 3 899 habitants.

## Localités
- Weipa Airport, où se trouve l'aérodrome de Weipa

## Sources
- (en) Cet article est partiellement ou en totalité issu de l’article de Wikipédia en anglais intitulé « Weipa, Queensland » (voir la liste des auteurs).